# Estrella de Alexander
La estrella de Alexander (en inglés: Alexander's Star) es un rompecabezas con un funcionamiento similar al Cubo de Rubik, con la forma de un gran dodecaedro, un poliedro de la familia de los sólidos de Kepler-Poinsot.
La Estrella de Alexander fue inventada por Adam Alexander, un matemático estadounidense en 1982; fue patentado el 26 de marzo de 1985, con la patente estadounidense número 4.506.891 y vendido por la empresa de juguetes Ideal Toy Company. Fue comercializado tanto con las superficies pintadas, como con pegatinas. 

## Descripción
Tiene 30 piezas móviles, que rotan en grupos en forma de estrella de cinco puntas. El objetivo del rompecabezas es la de reorganizar las piezas móviles, por lo que cada estrella está rodeada por cinco caras del mismo color y las estrellas opuestas están rodeados por el mismo color. Esto es equivalente a resolver solo los bordes de un Megaminx de seis colores. 
Se trata de un rompecabezas extraño de resolver y nunca se ve realmente terminado a menos que el jugador entienda el objetivo. El rompecabezas se resuelve cuando todos los planos paralelos tienen un solo color.
Tiene 30 aristas, cada una de los cuales puede ser girada de dos formas, dando un máximo teórico de 30!×230 permutaciones. Este valor no se alcanza por las siguientes razones:
- Solo son posibles las permutaciones pares de aristas, lo que reduce los posibles arreglos a 30! / 2.
- La orientación de la última arista se determina por la orientación de las demás, reduciendo el número de orientaciones a 229.
- Desde los lados opuestos del rompecabezas resuelto se puede ver el mismo color, es decir, cada arista tiene un duplicado. Sería imposible cambiar todos los 15 pares de aristas por se un número impar, lo que aplica un coeficiente de reducción de 214.
- La orientación del rompecabezas no importa ya que no hay centros fijos que sirvan como puntos de referencia, dividiendo el total final entre 60. Hay 60 posibles posiciones y orientaciones para la primera arista, pero todos ellas son equivalentes a causa de la falta de centros de cara.

Esto da un total de {\displaystyle {\frac {30!\times 2^{15}}{120}}\approx 7.24\times 10^{34}} combinaciones posibles.
El número preciso es 72 431 714 252 715 638 411 621 302 272 000 000.